# David Wolf
Pour les articles homonymes, voir David Wolf (hockey sur glace) et Wolf.
David Alexander Wolf est un astronaute américain né le 23 août 1956.

## Biographie
En 1997, il est le premier astronaute à voter à une élection américaine depuis l'espace.

## Vols réalisés
- Columbia STS-58, 18 octobre 1993
- Atlantis STS-86, 27 septembre 1997 : 7e mission d'une navette américaine vers Mir.
- Mission de longue durée à bord de la station spatiale internationale : départ sur le vol Atlantis STS-112 le 7 octobre 2002.
- Endeavour STS-127, 15 juillet 2009